# Хансон, Дуэйн
Дуэйн Хансон (англ. Duane Hanson; 17 января 1925, Алегзандрия — 6 января 1996, Бока-Ратон, Флорида) — американский скульптор.

## Жизнь и творчество
Дуэйн Хансон является одним из ярчайших представителей американского гиперреализма и поп-арта, став со своими скульптурами «людей сегодняшнего дня», относящихся к среднему классу и низшим слоям населения США известнейшим скульптором-реалистом XX века в этой стране. Во время своей поездки в ФРГ Д. Хансон знакомится со скульптором Георгом Григо, у которого перенял умение работы с пласт-резиной, освоив все тонкости создания отливок из этого материала, позволяющего создавать совершенные до мельчайших подробностей «слепки» человеческих фигур, лиц и проч. Созданные при помощи него художником работы совершенно неотличимы от реальных людей, дополнительное же сходство им придаёт тщательный подбор реквизита, грима, париков, одежды. Первые скульптуры такого рода появляются уже в конце 60-х годов.
Произведения Хансона социально ориентированы, тематика его работ показательна — это «Люди улицы» (Bowery Relicts, 1969), «Наркоманы» (Florida Shopper, 1973), просто «Усталая женщина» (Women with a Purse, 1974). Немалую роль в творчестве скульптора играли также такие проблемы американской повседневности 60-х — 80-х годов, как война во Вьетнаме; расовая ненависть (в частности, убийство Мартина Лютера Кинга); насилие, направленное против женщин. Всего же мастером было создано не менее 130 работ.